# Круглолист нібикрапчастий
Круглолист нібикрапчастий (Rhizomnium pseudopunctatum) — вид мохів порядку головмохальних (Bryales).

## Поширення
Ареал охоплює такі частини світу: Європа, Північна Америка, Азія.
Населяє заболочені землі, вапняні й багаті поживними речовинами, болота, болотисті місцевості, просочення на ґрунті, торфі, гумусі; від низьких до помірних висот.

## Характеристика
Рослини (2)3–6(9) см. Стебла від темно-червоного до червоно-коричневого забарвлення в старості. Листки жовто-зелені чи темно-зелені, в сухому стані дещо зігнуті, широко-обернено-яйцеподібні, еліптичні, зрідка округлі, 3–6(7) мм; краї зелені чи червонуваті, 1-шаруваті; верхівка заокруглена чи зрідка тупа, усічена чи зрізана. Вид синоїчний. Коробочкові ніжки (1.3)2–5 см. Коробочка яйцеподібна чи майже куляста, 1.5–2.5 мм. Спори (28)40–50 мкм.